# Кальмиусская паланка
Кальмиусская паланка (укр. Кальміуська паланка) — военно-административная единица Запорожской Сечи в XVIII веке. Одна из семи паланок. Наибольшая из паланок по размеру территории и наименьшая из паланок по количеству жителей.
Паланка занимала земли от верховий реки Волчья до берега Азовского моря от Кривой косы до Бердянской косы.
Кальмиусская паланка охраняла Приазовье, куда могли совершить набег татары из Крымского ханства или Ногайской орды. Также паланка охраняла Солоный путь (Кальмиус — Миус).
В устье Кальмиуса у паланки была построена крепость Домаха (совр. Мариуполь).
Вдоль рек Кальмиус, Грузская, Торец и Волчья паланка имела 60 укреплённых хуторов-зимовников.
Войско паланки состояло из 600—700 казаков.

Памятники в честь 500-летия казацких поселений в Кальмиусской паланке  (1505—2005)
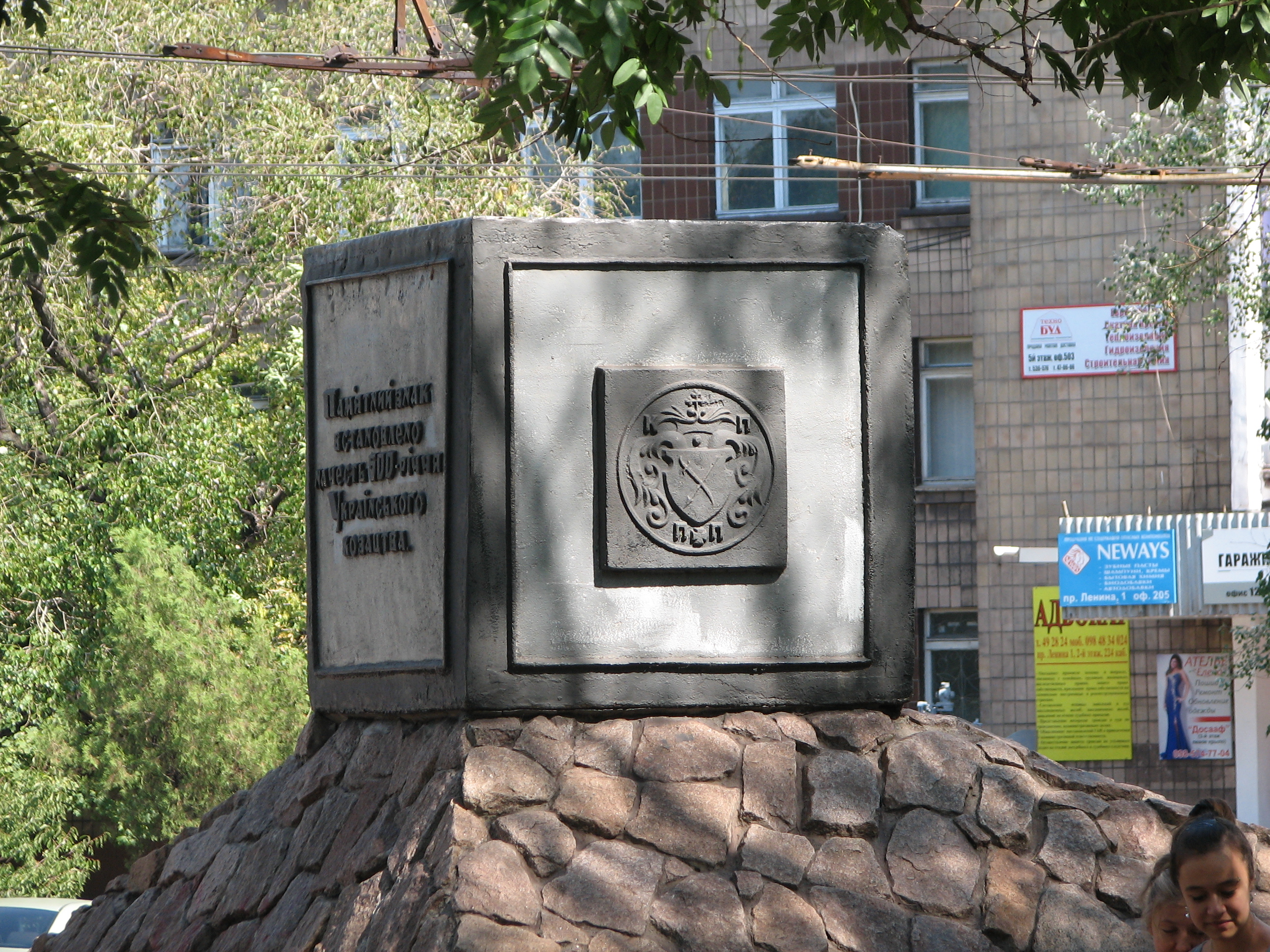
Памятный знак в Мариуполе
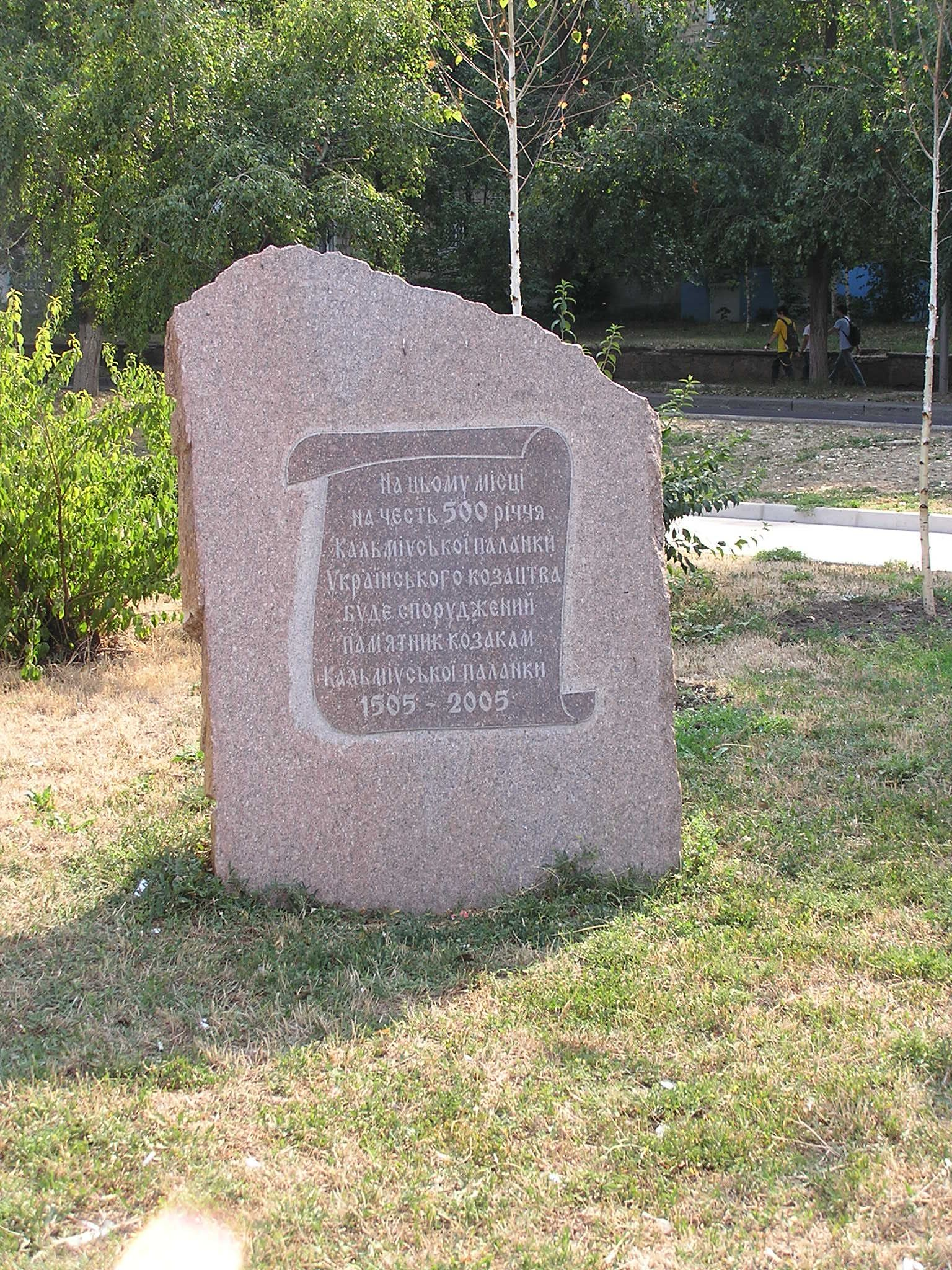
Закладной камень в Донецке

Юбилейная монета «500 лет казацким поселениям. Кальмиусская паланка»
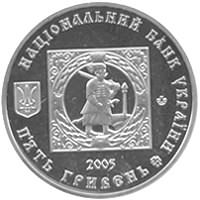
Аверс
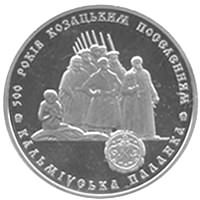
Реверс